# سامي المغربي
سامي المغربي أو سالمون أمزلاج (الاسم الأصلي) فنان ومغني فن الملحون الجزائري العاصمي . مطرب من أصل يهودي ولد عام 1922 بمدينة آسفي بالمغرب، وتوفي عام 2008 بمونتريال بكندا يوم 9 مارس 2008.

## بدايات سامي المطرب
ولد سالمون أمزلاج عام 1922، في ميناء آسفي المطل على المحيط الاطلنطي. توفيت أمه عندما كان عمره 14 عاما فقط، وكان الأصغر بين أشقائه الثلاثة. وبعد وفاة أمه انتقل والده مع ابنائه عام 1926 إلى مدينة سلا بالقرب من مدينة الرباط العاصمة، وحينها بدأ تعلم الموسيقى العربية الأندلسية والعزف على العود. درس في المعهد الموسيقي بالدار البيضاء على يد جهابذة طرب الملحون. ترك مهنته كمدير تجاري وانشغل بالفن. وتزوج هناك أرملة من الدار البيضاء، كان لديها هي الأخرى 3 أبناء. وكون الاثنان اسرة جديدة وأنجبا 3 أبناء آخرين، وأكمل سامي المغربي دراسته في مدرسة اليانس الثانوية.

## التعرف على زوجته
تعلم العزف على العود الذي ارتبط به طول حياته وربطه بحبيبته ماسودي كوهين. وتتذكر المغربية اليهودية ماسودي التي ما زالت تعيش في مونتريال، تلك اللحظات الجميلة في حياتها، قائلة بلهجة مغربية: كان سامي في الواحدة والعشرين من عمره، وكنت أصغره بعام واحد فقط. وأحضره أبي آنذاك إلى بيتنا وقال لنا: تعالوا لتقابلوا هذا الموسيقي الشاب. وعزف سامي على عوده طوال الليل في منزلنا. وقد كان يرمقني بنظرات خاطفة وكنت أفعل الشيء نفسه، حتى عشقني وعشقته وصرنا نشتعل من شدة الحب، لكن لم يجرؤ أي منا على الحديث. وبدأ يأتينا كل يوم، وبعد شهر واحد فقط طلب يدي للزواج. ومال أبي للموافقة على طلبه لكنه قال له: بشرط ألا تقضي ابنتي لياليها بمفردها، لأنه كان يعرف أن سامي مطرب اعتاد السهر ليلا. فما كان من سامي إلا أن وعد أبي أن يطمئن على ابنته معه، قائلا: أنا رجل مستقيم ومن أسرة طيبة، لن تحزن ابنتك معي أبدا، ولن أؤذيها طوال حياتي أبدا. وتزوجنا وانتقلنا للسكن في شقة بمدينة الرباط. وفي عام 1949 عندما أنجبنا ابنتين طلب سامي السفر إلى باريس كي يتعرف على الموسيقى الجديدة هناك. والتقى هناك مع موسيقي أعجب جدا بموسيقاه فأنتج له أسطوانة بصوته. وعندما عاد سامي إلى المغرب أعطى نسخة من الأسطوانة إلى شخص يدعى رضوان، وكان لديه ملهى في وسط مدينة الرباط. وأصبح سامي يغني في ملهى رضوان، وعلمه كيفية إنتاج اسطوانات بالتكنولوجيا التي أحضرها من فرنسا. وبدؤوا في نسخ الاسطوانات حتى باعوا الآلاف منها، وهكذا بدأ النجاح الفني لسالمون أمزلاج الذي اختار اسمه الفني الذي سيعرف به طول حياته وهو سامي المغربي.

## النجاح الفني
بعد وقت قصير من عودة سامي من فرنسا مات أبوه. وأصبح سامي ثريا من بيع الاسطوانات فانتقل وأسرته إلى الدار البيضاء وأنجب هناك 4 أبناء آخرين. عندما بدأت شهرة سامي المغربي في الانتشار توجه اليه رجال من قصر الملك محمد الخامس. وتتذكر زوجته تلك الايام قائلة: قال لنا رجال ملك المغرب: لم نسمع غناء رائعا كهذا من قبل. نريدك ان تغني امام الملك. ومنذ تلك اللحظة بات سامي مدعوا في كل مناسبة بقصر الملك.

## مشكل شائعات قصة غرامية
عندما انتشرت شائعة تقول إن المطرب اليهودي سامي المغربي يدير قصة غرامية مع سيدة من علية القوم في المغرب هدد أقاربها بقتله بعد أن استنكروا الزج باسم ابنتهم في فضيحة مع مطرب يهودي، ولحسن حظه كان هناك شخص واحد فقط يؤمن ببراءته، هو الملك محمد الخامس ملك المغرب، والد الملك الحسن الثاني، وجد الملك الحالي محمد السادس.
أتى محمد الخامس بالمطرب اليهودي سامي المغربي وواجهه بالشائعات التي تدور بين أرجاء القصر. وأنكر سامي كل شيء، وقال إن الفتاة التي يجري الحديث عنها هي التي تطارده، ورغم أن هذه القصة أنقذت حياة سامي، لكنها أجبرته على مغادرة المغرب.
ويتذكر الياس كاكون، الذي كان يعزف على آلة الأكورديون ضمن فرقة سامي المغربي التي كانت تحمل اسم سامي بويز في الدار البيضاء، وهو عازف بفرقة الموسيقى الأندلسية الإسرائيلي، هذه الأحداث، ويقول: ذات يوم في بداية الخمسينيات من القرن العشرين، دعاني سامي إلى مكتب الفرقة على عجل، وقال لي سوف تسمع قريبا انني كنت على علاقة مع امرأة متزوجة من علية القوم. وها أنا ذا أقسم لك أنه لم يكن بيننا شيء. أنت تعرفني جيدا وأكثر من الآخرين، هل تنقصني فتيات يهوديات لأذهب إلى المسلمات؟.. وقال أيضا فقط لأن الملك يحبني أبقاني على قيد الحياة ولم يسمح لاحد بأن يمسني. وقد صدقني الملك ولكنه طلب مني الرحيل ومغادرة المغرب. وسافر سامي إلى باريس حيث بقي هناك لعدة شهور.
ولكن أسطورة غرام المطرب اليهودي بالسيدة المسلمة في المغرب ظلت على قيد الحياة وتحولت إلى أسطورة من تلقاء نفسها. وتقول الأسطورة إن سامي المغربي، قبل أن تنكشف قصة غرامه المحرمة، خص حبيبته السرية بأغنية قفطانك محلول يا لالا. وهي أغنية يغازل فيها المطرب حبيبته ويشير فيها إلى أنها تخص رجلا آخر. ويقول موشيه ملول، وهو محاسب يعمل في القدس، وكان من اشد المعجبين بسامي المغربي في طفولته، ثم أصبح صديقا له عند انتقال المغربي إلى إسرائيل: من اختلق هذه القصة ضد سامي المغربي هم المطربون الذين غاروا من نجاح سامي بهدف تشويه صورته وسمعته. وقد روى لي انه عندما كان يظهر في القصر كان يوصي كل عازفي الفرقة الموسيقية بارتداء نظارات قاتمة تمنع الرؤية لمنعهم من النظر أو رؤية النساء الجميلات اللاتي كن يحطن بالملك محمد الخامس. وكان الملك يستثني سامي وحده من ارتداء هذه النظارات، بما يعني ان الملك كان يثق به، وكذلك ابنه الملك الحسن كان يحبه أيضا، وحتى الملك الحالي محمد السادس سبق ان دعاه للغناء في المغرب.
أحد شاهدي العيان في هذه القصة هو رجل الأعمال الفرنسي الإسرائيلي شموئيل بلاتو شارون الذي طلب من سامي المغربي في نهاية سنوات السبعينيات من القرن العشرين تقديم عدة حفلات غنائية امام الناخبين الذين ترجع اصولهم إلى شمال أفريقيا، في إطار الحملة الدعائية لشموئيل بلاتو شارون للفوز بمقعد في البرلمان الإسرائيلي (الكنيست)، وسافر الاثنان معا في زيارة إلى الملك الحسن في قصره بالرباط. ويقول بلاتو شارون لصحيفة هآرتس الإسرائيلية: لن تصدقوا كيف استقبله الملك، كان مجنونا به، ولكن سامي كان حريصا على عدم مقابلة اية سيدة من عائلة الملك. فقد كان رجلا جميلا من ذلك النوع الذي يجذب النساء، فقد كان نجما كبيرا وجذابا جدا وقضينا الكثير من الليالي معا.

## الهجرة إلى فرنسا
في عام 1955 وخلال نضال المغرب للحصول على استقلالها من فرنسا غادر يهود كثيرون من المغرب إلى إسرائيل وفرنسا ودول أخرى من العالم. وسافرت أسرة سامي إلى باريس، بينما تم قبلها نفي أسرة الملك محمد الخامس على يد الفرنسيين إلى مدغشقر. وفي مارس 1956 حصلت المغرب على استقلالها وعاد الملك محمد الخامس إلى باريس وأقام لفترة قصيرة في حي سان جيرمان. وحضر اللقاء إلياس كاكون الذي كان يعزف على آلة الأكورديون ضمن فرقة سامي المغربي في الدار البيضاء، وهو عازف بفرقة الموسيقى الأندلسية الإسرائيلية حاليا، كان قد حضر الذي تم بين الملك المنفي وسامي المغربي، ويتذكر كاكون قائلا: قال له الملك: إذا عدت، سوف يكون بإمكانك أنت العودة أيضا، وأجاب سامي على الفور: إذا أذنت لي سأعود. وبمناسبة عودة الملك محمد الخامس إلى المغرب كتب سامي أغنية ألف هنية وهنية يا للا الشهيرة، ثم أغنية قولوا الحمد لله على السلامة لسيدنا محمد الخامس.

## علاقته مع ملوك المغرب
تقول مريم بن حامو الابنة الثانية لسامي المغربي والتي تسكن الآن في إسرائيل: عندما كنا أطفالا كنا نرافق والدنا كثيرا إلى قصر الملك. وفي يوم الاحتفال بالعيد الخامس لميلاد الأميرة أمينة، ابنة الملك محمد الخامس وشقيقة الملك الحسن الثاني، (توفيت في أواخر فبراير 2009) امتلأ قصر الملك في الرباط بالمسارح والمنصات التي جلست عليها الفرق الموسيقية والمطربون من المغرب وإسبانيا والبرتغال وفرنسا وممثلو قبائل من أفريقيا. أما نحن أطفال سامي المغربي فظهرنا معه على المسرح لتقديم أغنية خاصة ألفها أبي تكريما للأميرة. وكان الملك جالسا على كرسي العرش محاطا بنساء تم حجبهن بالستائر. وعندما نزلنا من على المسرح طلبوا منا التقدم إلى الملك وأعطى لكل واحدة منا 3 دنانير ذهبية كهدية.
غنى سامي أيضا القصيدة المشهورة الكاوي ومال حبيبي مالو، واتجه بين سنوات 1950 و1965، إلى تأليف ألحان مستوحاة من كل ألوان الموروث الشعبي المغربي خصوصا باستعانته بالنوبة الغرناطية والموال المغربي والملحون والحوزي. كما غنى عن الهموم اليومية للمواطن المغربي آنذاك كأغنية السوق السوداء التي أثقلت كاهل المغاربة. ثم غنى فرحا بعودة الملك محمد الخامس أغنيته الشهيرة ألف هنية وهنية ياللا وقولوا على السلامة لسيدنا محمد الخامس. كانت أغنية أكادير التي غناها مباشرة بعد الزلزال الذي ضرب المدينة أوائل الستينيات من القرن الماضي، الإبداع الذي أظهر فيه بحق حسه الإنساني وانتماءه الحقيقي لبلده المغرب.
أثرى سامي، إلى جانب العديد من الفنانين من أصل يهودي، مثل سليم الهلالي، ألبير سويسة، بوطبول، بنحاس، إميل زهران والمطربة ريموندا البيضاوية وغيرهم... الحقل الغنائي المغربي بأغاني شعبية جميلة، كان أروعها قصيدة جوجو بنسوسان التي صور بشأنها فيلم بعنوان un brin de chance عن حياة بنسوسان, واعتبره المتتبعون من بين أجمل الأفلام اليهودية التي تطرقت لليهود المغاربة، وصورت لقطاته بمدينة فاس، مراكش والبيضاء وغيرها من المدن المغربية, ولعبت فيه دور البطولة المطربة اليهودية المغربية الأصل زهافة بين.

## وفاته
مات سامي المغربي عن عمر يناهز 86 عاما، في مونتريال بكندا، التي أقام بها بعد أن هاجر من إسرائيل عام 1996. وشكا كثير من اليهود ذوي الأصول المغربية من تجاهل الصحافة الإسرائيلية لوفاة سامي المغربي. شارك في جنازته مئات الاشخاص، وكان معظمهم من أعضاء الجالية المغربية في مونتريال والحاخام الرئيسي للجالية المغربية في كندا ديفيد صباح. كما شارك في الجنازة سفير المغرب في كندا محمد طنجي.
وقالت ابنته روني أمزلاج أن أشخاصا كثيرين شاركوا في جنازة والدها لم تتعرف هي على هويتهم. وأضافت: كان من بينهم مخرج جزائري كان قد بدأ في إعداد فيلم عن حياة والدي لكنه لم يتمكن من إجراء لقاء معه قبل وفاته، وكان هناك شخص تولى أبي كل نفقات دفن والديه. وتلقينا التعازي من صندوق مساعدة فاقدي البصر الذي أقامه أبي في إسرائيل، ولم نكن نعلم نحن شيئا عنه.
وقال الدكتور المغربي محمد المدلاوي، أستاذ في جامعة الرباط المغربية، المتخصص في اللغويات وتراث يهود المغرب: لقد تأثر كل المغاربة بوفاة سامي المغربي. فقد كنا جميعا نقدر موهبته وأصالته. وكلما مر الزمن زاد إدراكنا لمدى تأثيره على ثقافتنا.